# Dactylochelifer ladakhensis
Espèce
Dactylochelifer ladakhensis est une espèce de pseudoscorpions de la famille des Cheliferidae.

## Distribution
Cette espèce est endémique du Ladakh en Inde.

## Étymologie
Son nom d'espèce, composé de ladakh et du suffixe latin -ensis, « qui vit dans, qui habite », lui a été donné en référence au lieu de sa découverte, le Ladakh.

## Publication originale
- Beier, 1978 : Pseudoskorpione aus Kashmir und Ladakh (Arachnida). Senckenbergiana Biologica, vol. 58, p. 415-417.